# Rhinoliparus neocaledonicus
Espèce
Synonymes
- Argyrodes neocaledonicus Berland, 1924

Rhinoliparus neocaledonicus est une espèce d'araignées aranéomorphes de la famille des Theridiidae.

## Distribution
Cette espèce est endémique de Nouvelle-Calédonie.

## Description
Le mâle syntype mesure 3 mm et la femelle syntype 3,5 mm.

## Systématique et taxinomie
Cette espèce a été décrite sous le protonyme Argyrodes neocaledonicus par Berland en 1924. Elle est placée dans le genre Rhinoliparus par Vanuytven, Jocqué et Deeleman-Reinhold en 2024.

## Étymologie
Son nom d'espèce lui a été donné en référence au lieu de sa découverte, la Nouvelle-Calédonie.

## Publication originale
- Berland, 1924 : « Araignées de la Nouvelle-Calédonie et des iles Loyalty. » Nova Caledonia. Forschungen in Neu-Caledonien und auf den Loyalty-Inseln. Recherches scientifiques en Nouvelle-Calédonie et aux Iles Loyalty, A. Zoologie, vol. 3, p. 159-255 (texte intégral).